# Saint-Étienne-sur-Chalaronne
Saint-Étienne-sur-Chalaronne – miejscowość i gmina we Francji, w regionie Owernia-Rodan-Alpy, w departamencie Ain.

## Demografia
Według danych na styczeń 2012 roku gminę zamieszkiwało 1530 osób, a gęstość zaludnienia wynosiła 72,9 osób/km².